# Rob Oliver
Rob Oliver es un diseñador de personajes, director, artista del guion gráfico y director técnico de Los Simpson. Él trabaja para Film Roman, la empresa que actualmente ofrece la animación para el espectáculo, fue contratado alrededor de un año después de graduarse de Owosso High School en 1995.

## Créditos

### Artista diseñador de personajes
- The Old Man and the Lisa
- Treehouse of Horror VIII
- Bart Carny
- Dumbbell Indemnity
- Lisa the Simpson
- Natural Born Kissers
- I'm With Cupid
- Brother's Little Helper
- Hello Gutter, Hello Fadder
- Little Big Mom
- Saddlesore Galactica
- She of Little Faith
- Gump Roast
- Treehouse of Horror XIII
- The Ziff Who Came to Dinner
- Treehouse of Horror XV

### Subdirector
- The Father, The Son, and the Holy Guest Star
- Treehouse of Horror XVI
- Simpsons Christmas Stories
- Bart Has Two Mommies
- Regarding Margie
- Revenge Is A Dish Best Served Three Times

### Artista del guion gráfico
- Revenge Is A Dish Best Served Three Times
- Little Big Girl
- The Good, the Sad and the Drugly
- A Midsummer's Nice Dream
- Holidays of Future Passed

### Director
- The Boys of Bummer
- Funeral for a Fiend
- The Good, the Sad and the Drugly
- Rednecks and Broomsticks
- Holidays of Future Passed
- Adventures in Baby-Getting
- Treehouse of Horror XXIV
- Blazed and Confused

### Director de secuencia adicional
- Los Simpson: la película

### Director técnico
- Oh Brother, Where Bart Thou?
- Thursday With Abie
- Once Upon a Time in Springfield
- Million Dollar Maybe
- Boy Meets Curl
- The Color Yellow
- Postcards from the Wedge
- Stealing First Base
- The Greatest Story Ever D'ohed
- American History X-cellent
- Chief of Hearts
- The Squirt and the Whale
- To Surveil With Love
- Moe Letter Blues
- The Bob Next Door
- Judge Me Tender
- Elementary School Musical
- Loan-a Lisa
- MoneyBART
- Treehouse of Horror XXI
- Lisa Simpson, This Isn't Your Life
- The Fool Monty
- How Munched is That Birdie in the Window?
- The Fight Before Christmas
- Donnie Fatso
- Moms I'd Like to Forget
- Flaming Moe
- Homer the Father
- The Blue and the Gray
- Angry Dad: The Movie
- The Scorpion's Tale
- A Midsummer's Nice Dream
- Love Is A Many Strangled Thing
- The Great Simpsina
- The Real Housewives of Fat Tony
- Homer Scissorhands
- 500 Keys
- The Ned-Liest Catch
- The Falcon and the D'ohman
- Bart Stops to Smell the Roosevelts
- Treehouse of Horror XXII
- Replaceable You
- The Food Wife
- The Book Job
- The Man in the Blue Flannel Pants
- The Ten-Per-Cent Solution